# Calliphora hilli
Calliphora hilli är en tvåvingeart som beskrevs av William Hampton Patton 1925. Calliphora hilli ingår i släktet Calliphora och familjen spyflugor. Inga underarter finns listade i Catalogue of Life.

## Bildgalleri

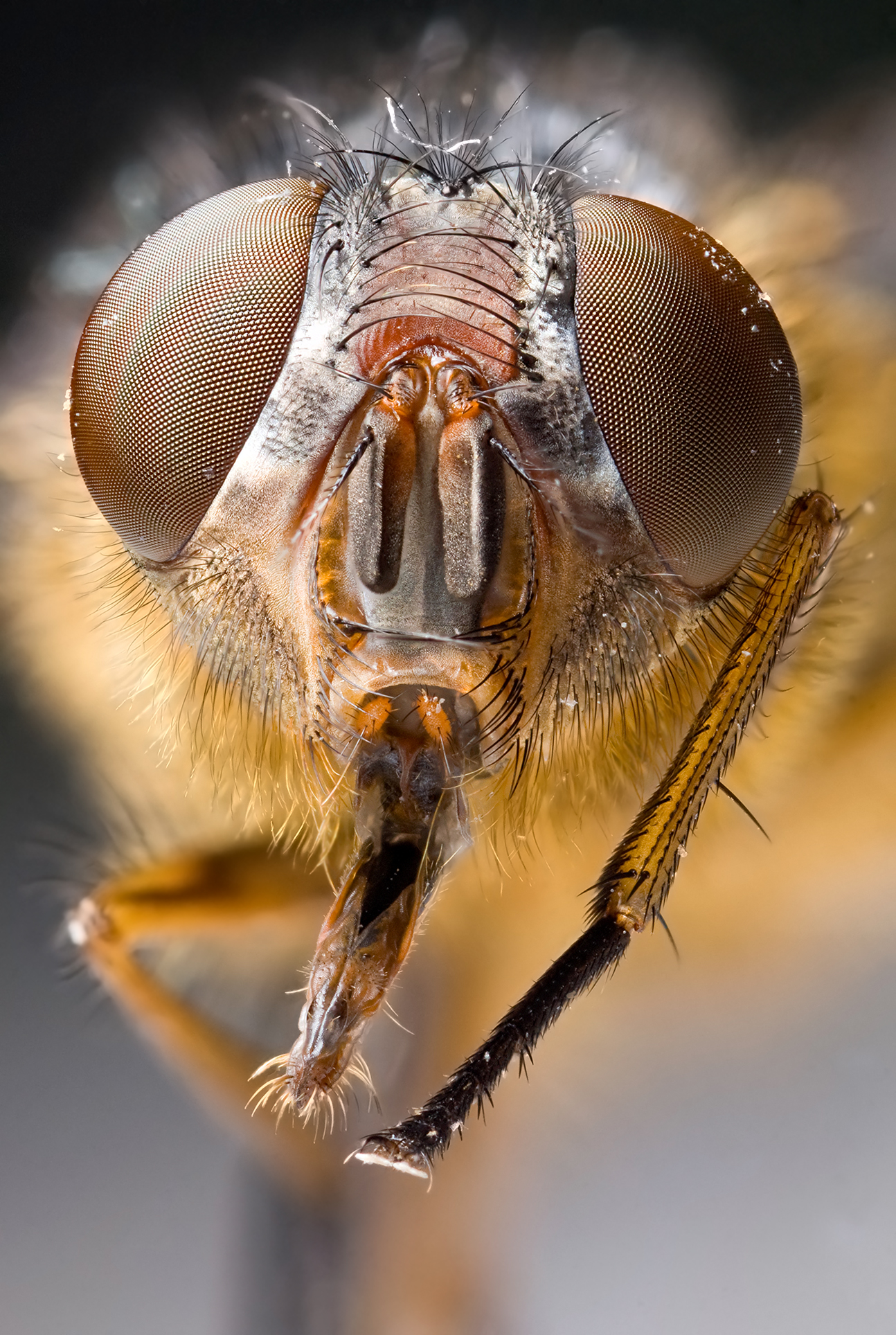